# Zeche Charlotte
Die Zeche Charlotte ist ein ehemaliges Steinkohlenbergwerk im Wittener Ortsteil Vormholz. Das Bergwerk war auch unter dem Namen Zeche Charlotte im Herbeder Holz bekannt. Die Zeche befand sich im Waldbachtal im Bereich Speckbahn/Vorssegge.

## Bergwerksgeschichte
Bereits am 15. September 1759 erfolgte die Verleihung der Berechtsame. 1783 erfolgte die Verleihung eines Längenfeldes. Das Bergwerk ging zunächst in Betrieb wurde jedoch später in Fristen erhalten. In den Jahren 1825–1829 wurde mit der Zeche Rummelskirchen die Betriebsgemeinschaft Rummelskirchen & Charlotte gegründet. Zweck der Betriebsgemeinschaft war die Auffahrung eines gemeinsamen Stollens. 
Ab 1829 war das Bergwerk in Betrieb. Im Jahr darauf war der Schacht Lina in Förderung, es wurden 855 Tonnen Steinkohle gefördert. 1835 waren die Schächte Carl und Henriette in Betrieb, es wurden 1.370 Tonnen gefördert. Ein Jahr darauf stieg die Förderung an auf 1.860 Tonnen. 1840 war Schacht Laura in Förderung, es wurden 1.046 Tonnen Steinkohle gefördert. Ab Mai 1842 wurde das Bergwerk in Fristen erhalten. Am 5. Juli 1845 erfolgte die Verleihung eines Geviertfeldes. Am 6. November wurde die Berechtsame zur Zeche Herbeder Steinkohlenbergwerke zusammengeführt.